# Dead Man Talking
Pour plus de détails, voir Fiche technique et Distribution.
Dead Man Talking est un film belge, luxembourgeois et français, réalisé par Patrick Ridremont et sorti en 2012.
Patrick Ridremont est également coscénariste et acteur principal du film. À l'écran, il côtoie François Berléand, Virginie Efira, Christian Marin (dont c´est le dernier film), Jean-Luc Couchard et Olivier Leborgne.
Le titre fait référence au film Dead Man Walking (1995), qui traite également de la peine de mort.

## Synopsis
Dans le couloir de la mort d'une prison désaffectée, William Lamers, le dernier détenu, attend l'issue de sa condamnation au poison pour homicides. La loi lui accorde une dernière déclaration mais ne précise aucune limite de durée. Lamers va alors, tel Shéhérazade dans Les Mille et Une Nuits, saisir ce vide juridique en entamant un long monologue afin de retarder son exécution. Alors qu'une campagne électorale est lancée, le sort de William Lamers devient un enjeu politique et médiatique.

## Fiche technique
- Titre : Dead Man Talking
- Réalisation : Patrick Ridremont
- Scénario : Patrick Ridremont et Jean-Sébastien Lopez
- Photographie : Danny Elsen
- Montage : Thierry Delvigne
- Musique : Matthieu Gonet, Sylvain Goldberg, Gast Waltzing
- Son : Olivier Struye, Nicolas Tran Trong, Michel Schillings
- Décors : Alina Santos
- Costumes : Magdalena Labuz
- Production : Sylvain Goldberg, Serge de Poucques, Lilian Eche, Christel Henon, Clément Calvet, Jérémie Fajner
- Sociétés de production : Nexus Factory, Bidibul Productions, et Superprod
- Pays d'origine :  Belgique  Luxembourg  France
- Durée : 101 minutes (1 h 41)
- Budget : 2 808 531 €[4]
- Dates de sortie :
  - Belgique : 29 septembre 2012 (Festival de Namur)[5] ; 3 octobre 2012 (sortie nationale)
  - France : octobre 2012 (Festival international des jeunes réalisateurs de Saint-Jean-de-Luz, Festival du film de La Réunion) ; 27 mars 2013 (sortie nationale[6])
  - Luxembourg : 27 mars 2013

## Distribution

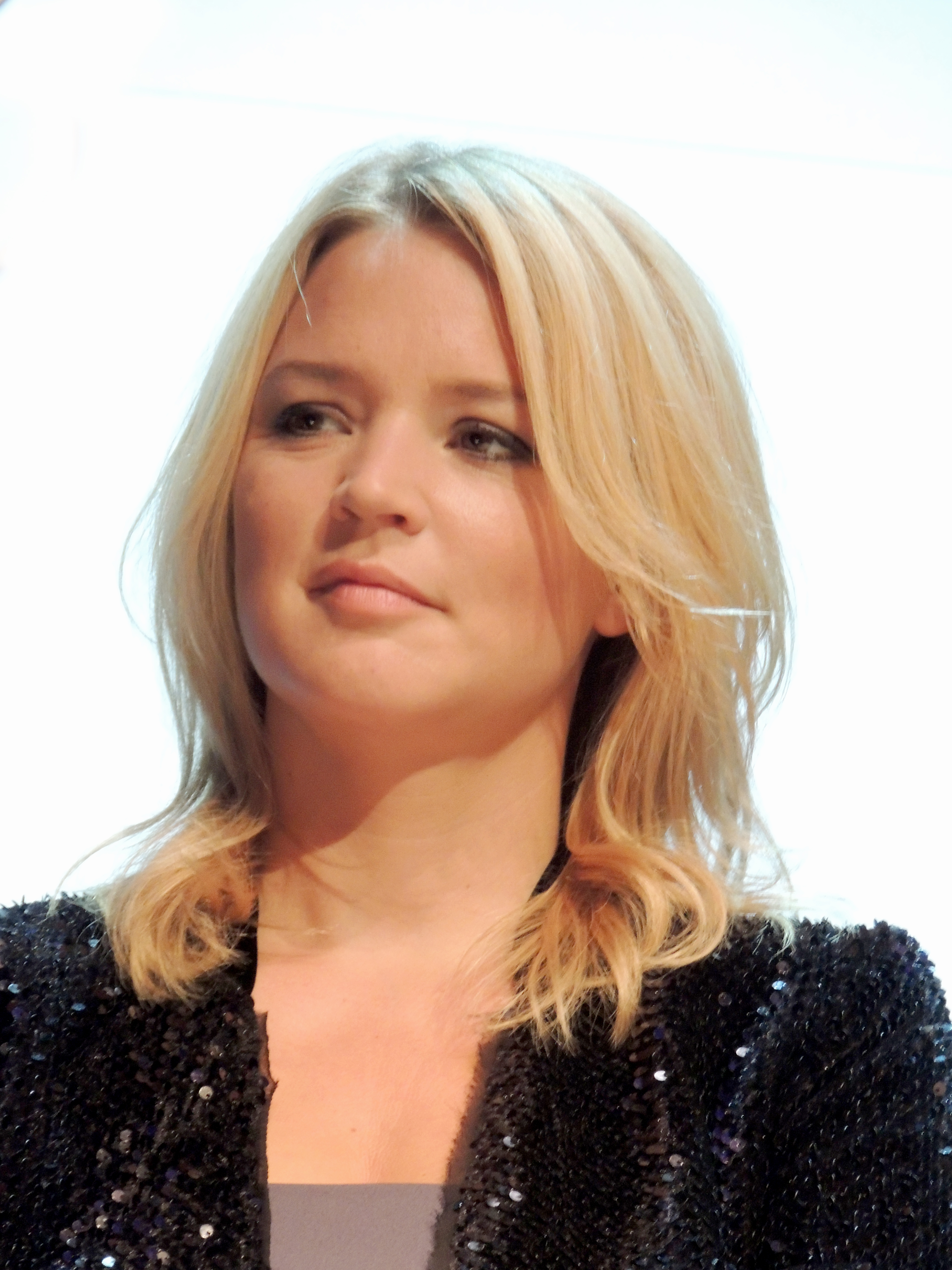
L'actrice principale Virginie Efira à la présentation du film à Namur, en octobre 2013.

- François Berléand : Karl Raven, le directeur de la prison
- Virginie Efira : Élisabeth Lacroix, la secrétaire du gouverneur
- Patrick Ridremont : William Lamers, le condamné à mort
- Christian Marin : l’aumônier Georges
- Jean-Luc Couchard : Stieg Brodeck, le gouverneur
- Olivier Leborgne : Robert Gayland, le porte-parole du gouverneur Brodeck
- Denis Mpunga : Julius Lopez, le gardien
- Pauline Burlet : Sarah Raven, la fille du directeur
- Leila Schaus : Florence
- Jean-Michel Larre : l’exécuteur
- Daniel Dietenbeck : le gardien silencieux
- Django Schrevens : le grand frère de William Lamers (flash back)
- Alain Holtgen : le journaliste

## Genèse du film
Patrick Ridremont dit avoir voulu écrire un film sur « Christ moderne » alors qu'il venait d'avoir lui-même 33 ans, soit « l'âge du Christ ». Le réalisateur a alors créé un personnage en détournant les caractéristiques du Christ : « un condamné à mort sur une croix qui se met à raconter des histoires, et plus il en raconte, plus il a de disciples ». Pour Ridremont, il était « impossible de raconter une histoire normale, se déroulant dans le commun des mortels ». Pour écrire le scénario, il s'inspire aussi du personnage de Shéhérazade et du film Monsieur Smith au Sénat.

## Accueil

### Box-office
- Belgique : 10 891 entrées[8] sur 10 écrans en 7 semaines (68 447 €[9] ou 87 237 $[10]) (fin).
- France : 8 860 entrées[11] (fin).
- Monde : 19 751 entrées (fin).

## Distinctions

### Récompenses
- 2012 : Prix du Public lors de la 27e édition du Festival international du film francophone de Namur[12],[13]
- 2012 : Prix du public au Festival international des jeunes réalisateurs de Saint-Jean-de-Luz
- 2012 : Prix du public et  Prix jeune du meilleur film au Festival de la Réunion
- 2013 : Meilleurs décors au Magritte du cinéma

### Nominations
- 2014 : Meilleur film étranger lors de la 39e cérémonie des César[14]